# Kẹo

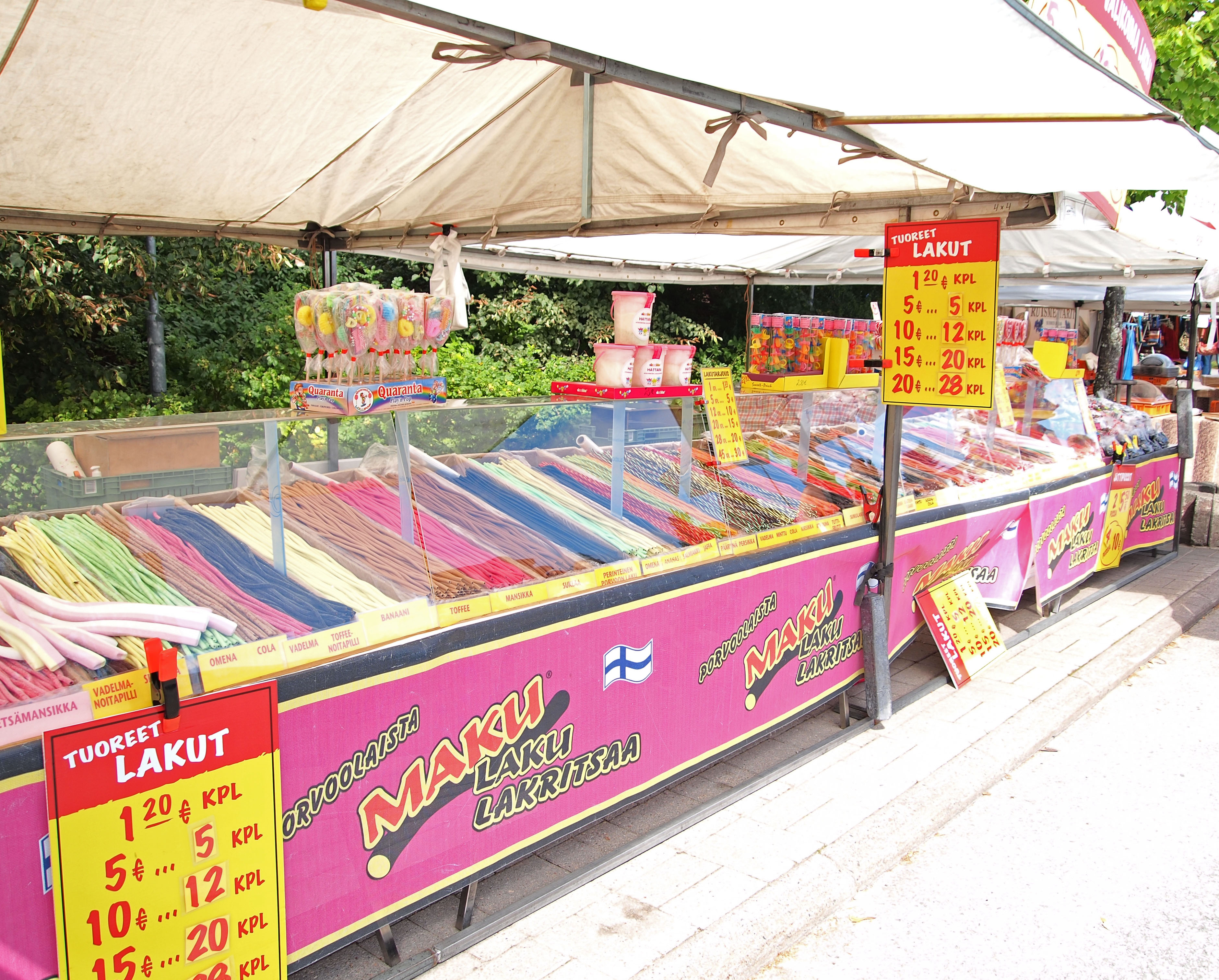
Cam thảo là loại kẹo có vị làm từ rễ của cây cam thảo. Nó rất phổ biến ở Phần Lan.

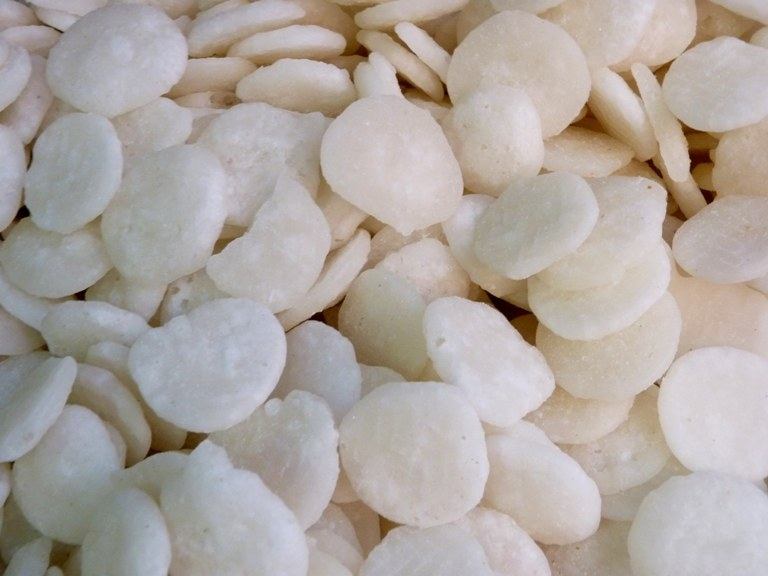
Batasha là một trong số nhiều loại kẹo truyền thống được bán tại Nam Á. Nhiều loại hương vị gồm các loại hạt và bạc hà

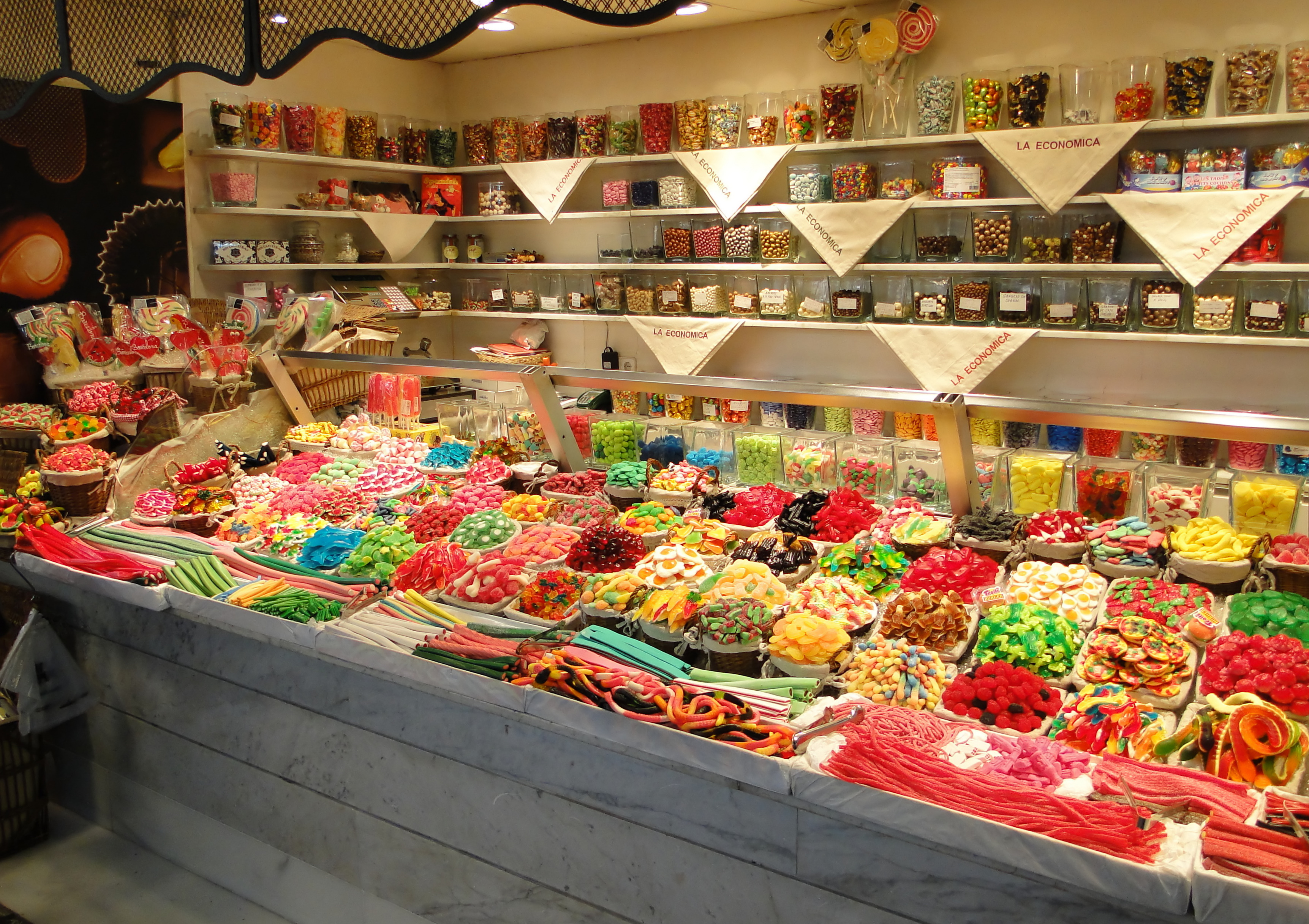
Một cửa hàng bán nhiều loại kẹo dẻo khác nhau tại Barcelona, Tây Ban Nha.

Kẹo là loại thực phẩm ở dạng viên, thỏi có chứa thành phần chính là đường ăn. Từ này cũng được gọi chung là bánh mứt kẹo, bao hàm bất kỳ loại kẹo ngọt nào, gồm sô-cô-la, kẹo cao su và kẹo đường. Rau quả, các loại hạt mà được lên men và phủ đường được gọi là kẹo hoa quả.
Về cấu tạo, đặc trưng của kẹo là chứa hàm lượng đường đáng kể hoặc kẹo không chứa đường thì sử dụng chất thay thể đường. Không giống như bánh kem hay bánh mì có thể chia sẻ cho nhiều người, kẹo thường được làm thành những miếng nhỏ hơn. Tuy nhiên, định nghĩa về kẹo còn phụ thuộc vào cách mọi người sử dụng. Khác với các món bánh ngọt được phục vụ vào bữa tráng miệng cuối mỗi bữa ăn, kẹo thì có ăn một cách ngẫu nhiên vào bất cứ lúc nào, dùng tay, như món ăn vặt giữa bữa ăn.
Mỗi nền văn hóa có định nghĩa riêng về kẹo chứ không phải là món tráng miệng. Có thể cùng một món ăn nhưng ở nền văn hóa này coi là kẹo nhưng ở nơi khác lại là món tráng miệng.

## Lịch sử
Giữa thế kỷ thứ 6 và thứ 4 trước Công nguyên, người Ba Tư, tiếp theo là người La Mã phát hiện thấy người ở Ấn Độ có những "chiếc khuôn dùng để sản xuất mật ong mà không cần ong". Họ tiếp thu và truyền bá ngành nông nghiệp mía đường.
Cây mía có xuất xứ từ vùng nhiệt đới Nam Á và Đông Nam Á, trong đó từ đường có nguồn gốc trong từ tiếng Phạn là Sharkara. Những mẩu đường được sản xuất bằng các đun sôi nước mía ép ở Ấn Độ cổ đại và được dùng làm Khanda, tên gọi ban đầu của kẹo.
Trước khi biết đến đường, kẹo được làm từ mật ong. Mật ong được sử dụng ở Trung Quốc cổ, Trung Đông, Ai Cập, Hy Lạp và Đế quốc La Mã dùng để phủ ngoài trái cây và hoa, bảo quản chúng hoặc tạo ra các loại kẹo. Kẹo vẫn còn sử dụng với cách thức đó cho đến ngày nay, dù bây giờ nó thường coi là một kiểu trang trí với bánh kem nhiều hơn.

## Định nghĩa và phân loại
Kẹo là sản phẩm thực phẩm ngọt.
Các loại kẹo chứa đường bao gồm kẹo cứng, kẹo mềm, kẹo caramel, kẹo dẻo, kẹo bơ cứng và các loại kẹo khác mà chứa thành phần chủ yếu là đường. Về mặt thương mại, kẹo chứa đường được thành nhiều nhóm tùy theo lượng đường và cấu tạo của chúng.

Sự khác nhau giữa các loại kẹo
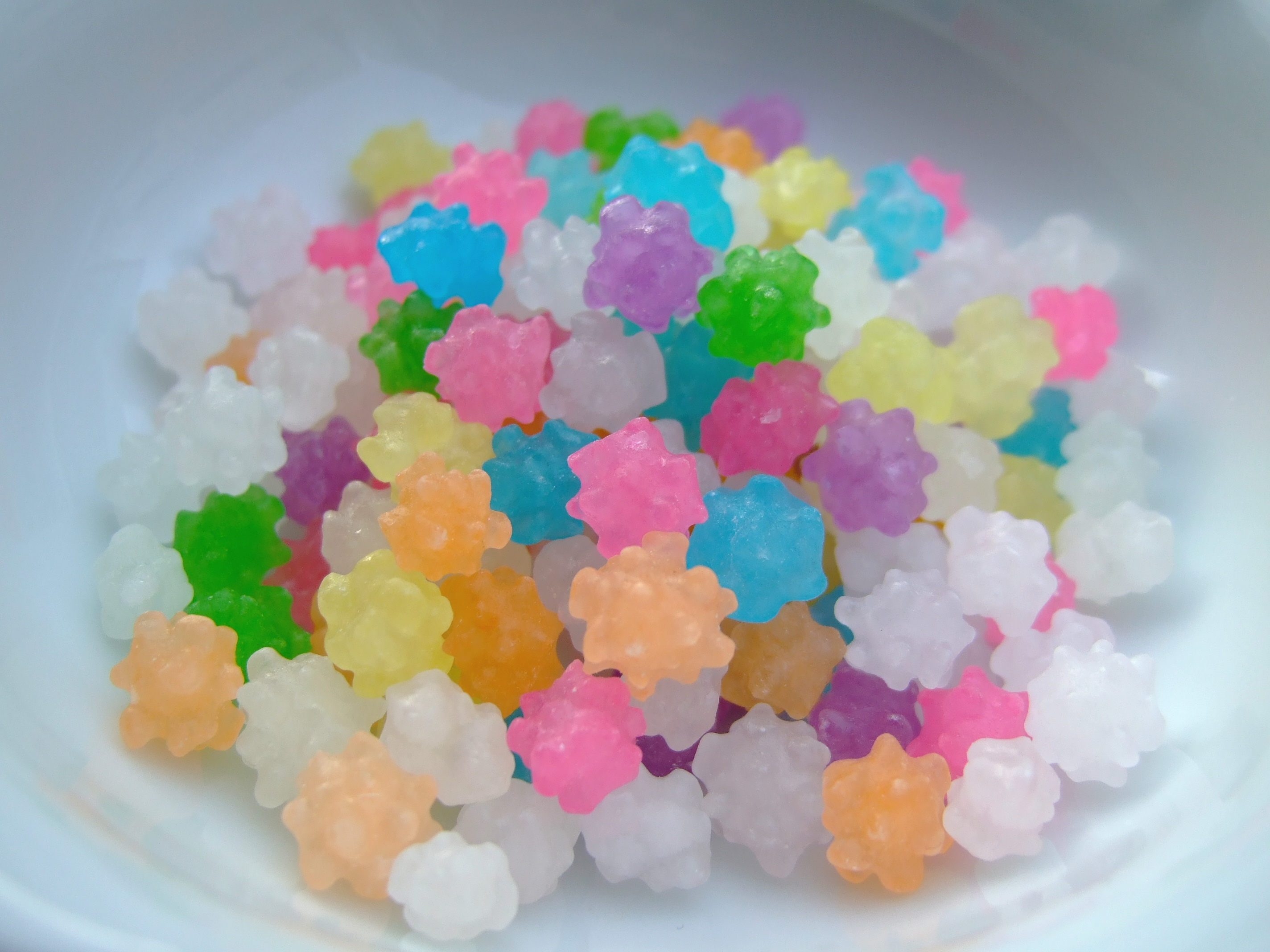
Kompeitō là loại kẹo đường truyền thống của Nhật Bản. Khi được hoàn tất, chúng gần như là chứa 100% đường.
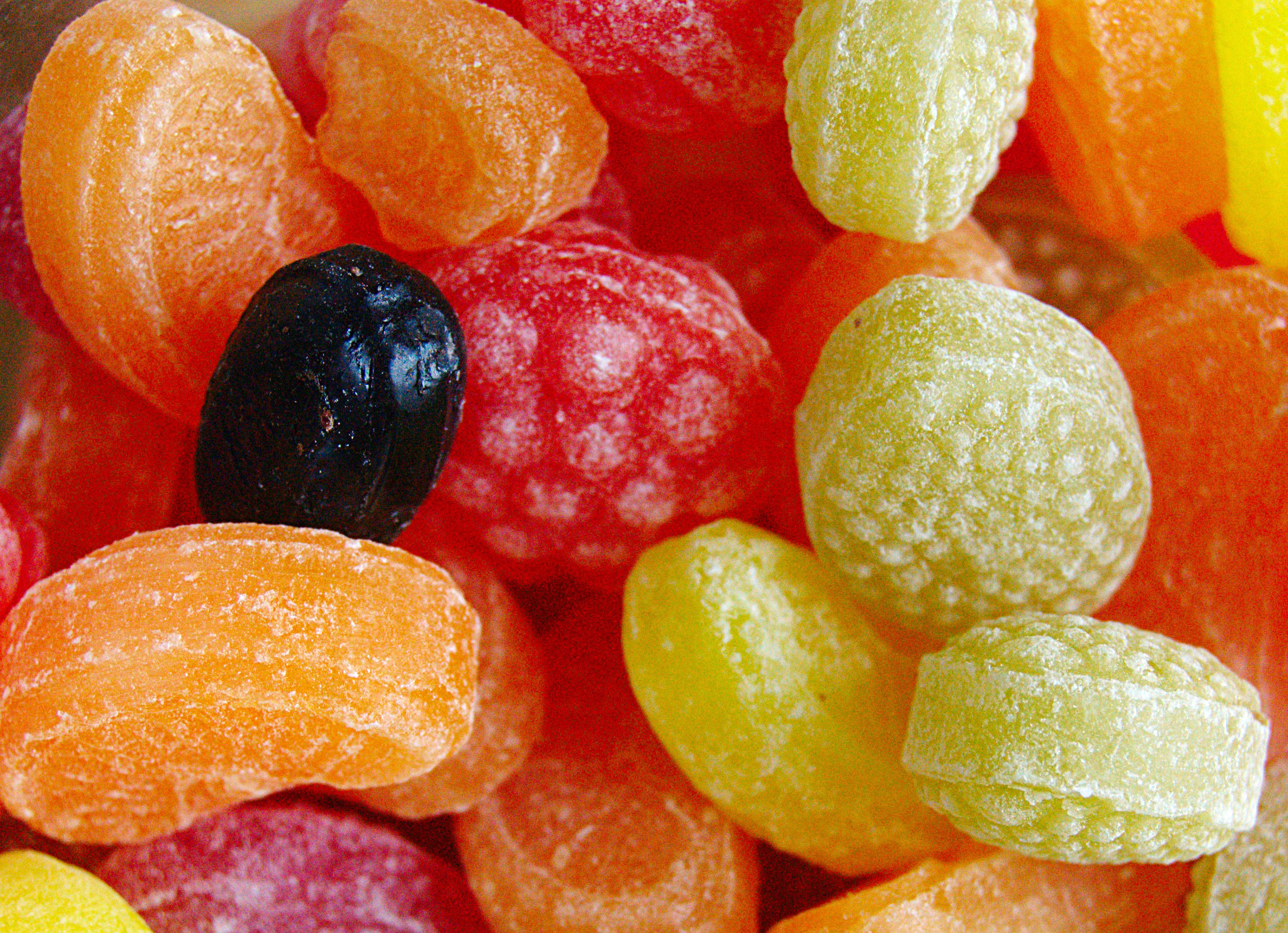
Kẹo cứng hình hoa quả là một loại kẹo phổ biến, chứa đường, màu thực phẩm, mùi tổng hợp và một lượng nước rất ít.
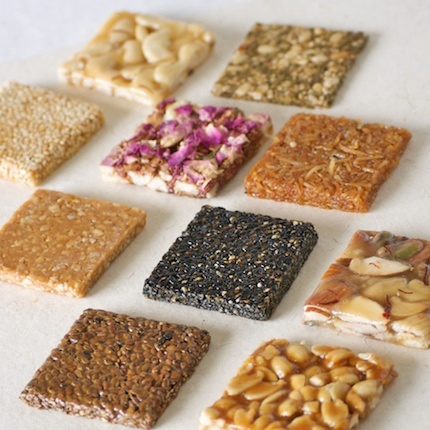
Chikki là là các loại hạt khô giòn tự làm rất phổ biến ở Ấn Độ. Ở giữa các hạt hay các hột khô là kẹo đường cứng.
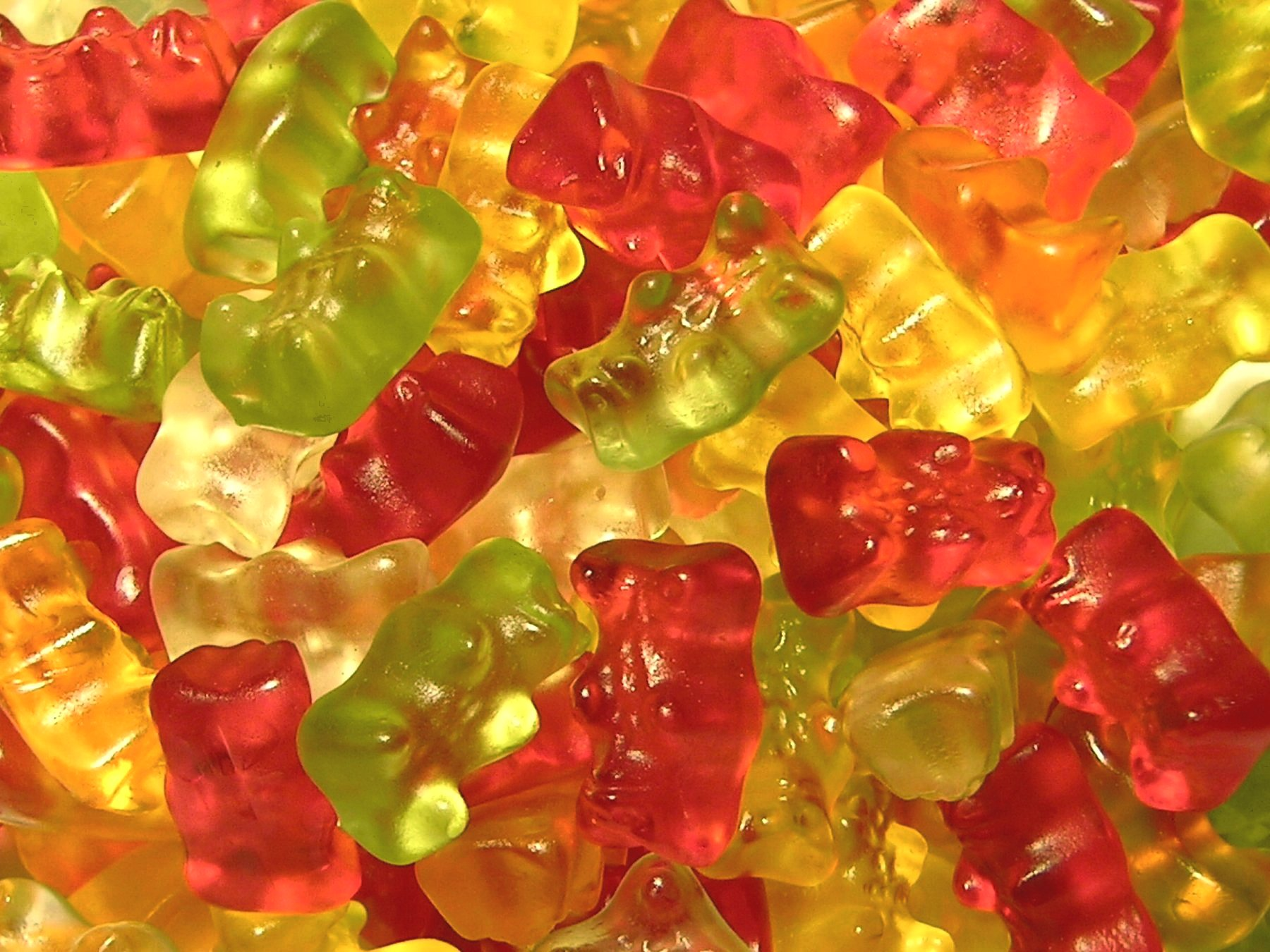
Kẹo dẻo hình gấu Haribo của Đức là loại kẹo dẻo ra đời đầu tiên. Nó rất mềm và dai.
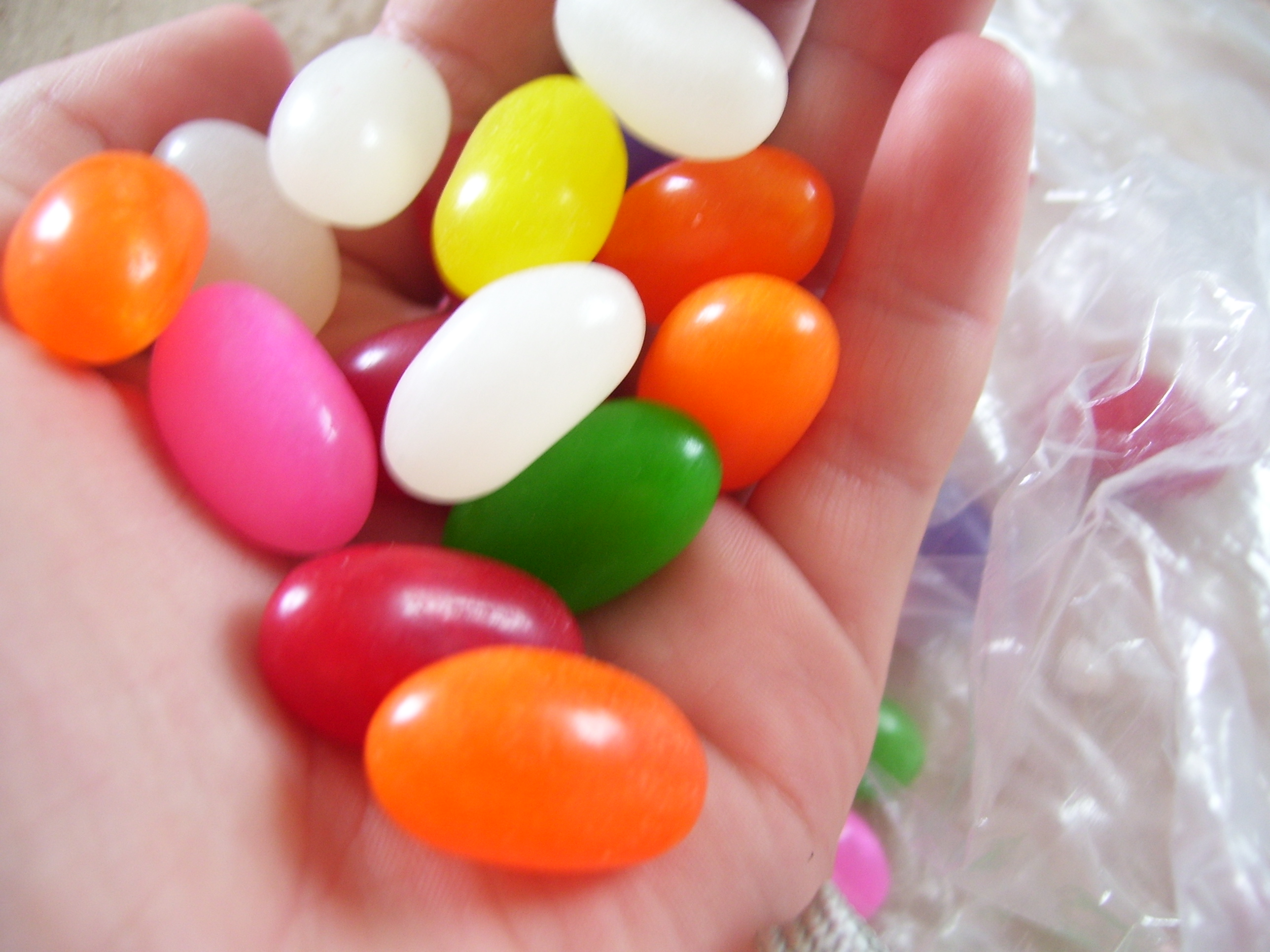
Jelly bean là loại kẹo nhiều màu sắc chứa hàm lượng nước tương đối cao.
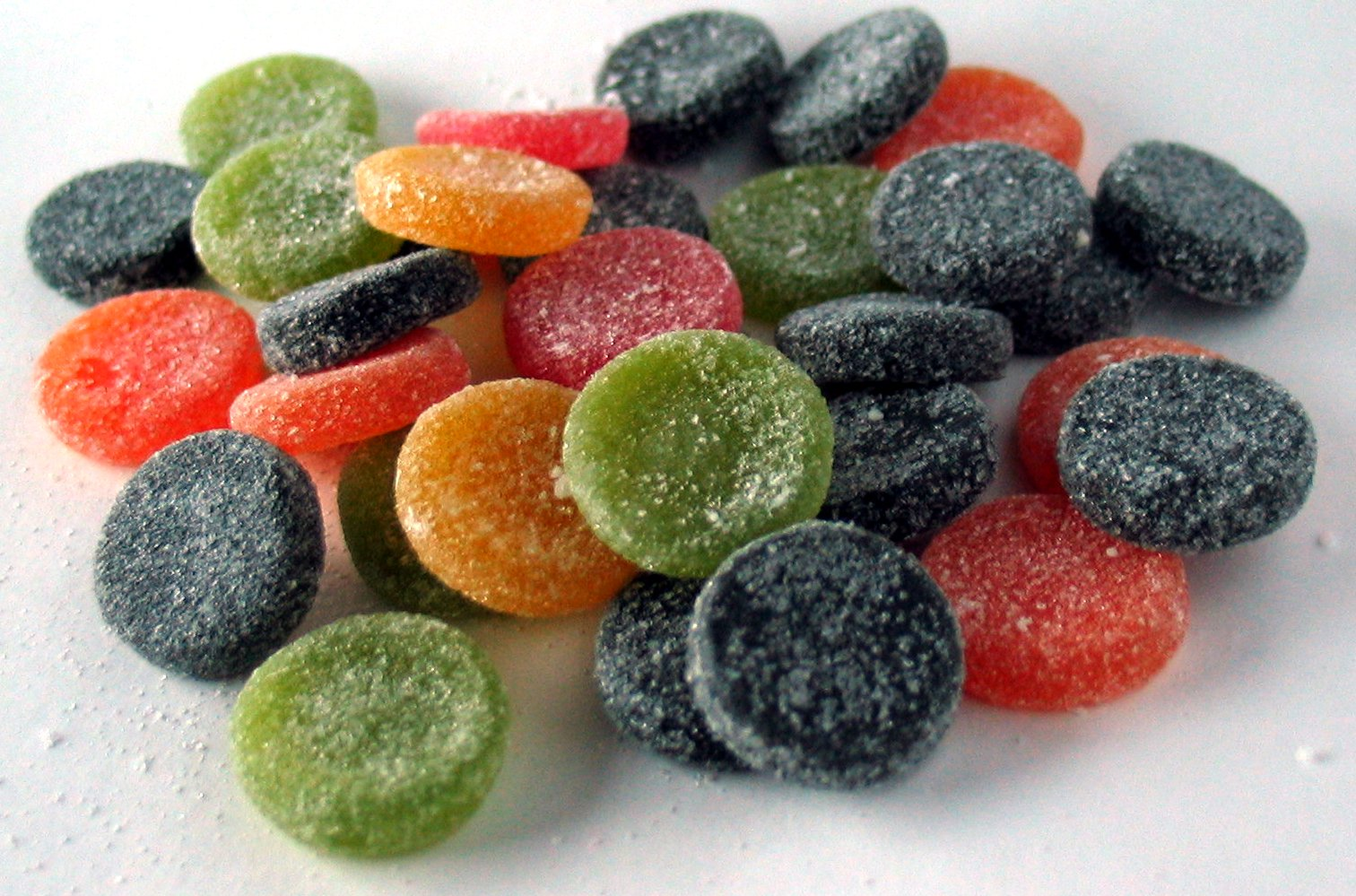
Pantteri là loại kẹo dẻo dai mềm của Phần Lan. Những màu khác là vị hoa quả, còn kẹo màu đen là vị salmiakki (vị cam thảo mặn).
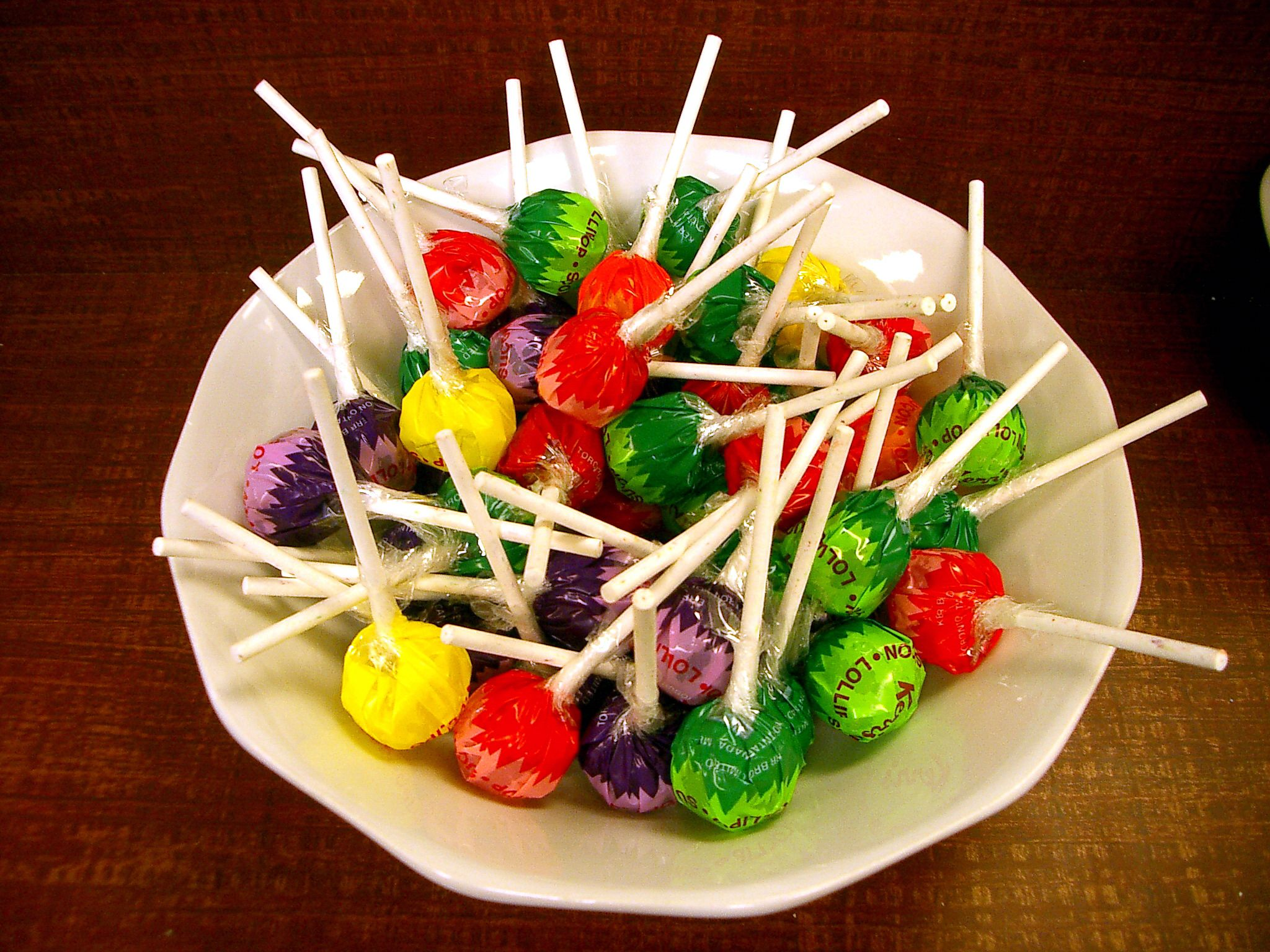
Kẹo mút
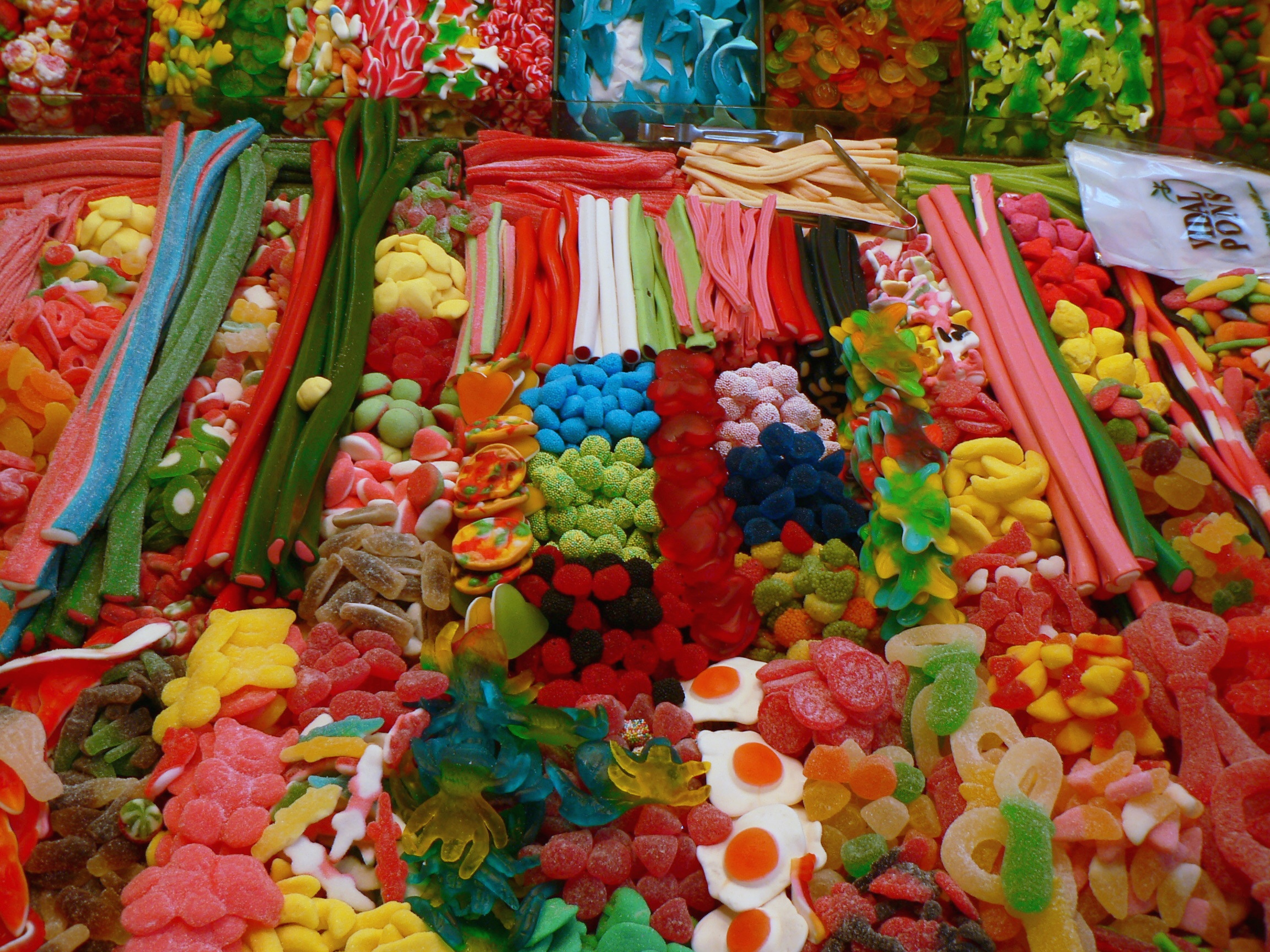
Các loại kẹo dẻo khác nhau
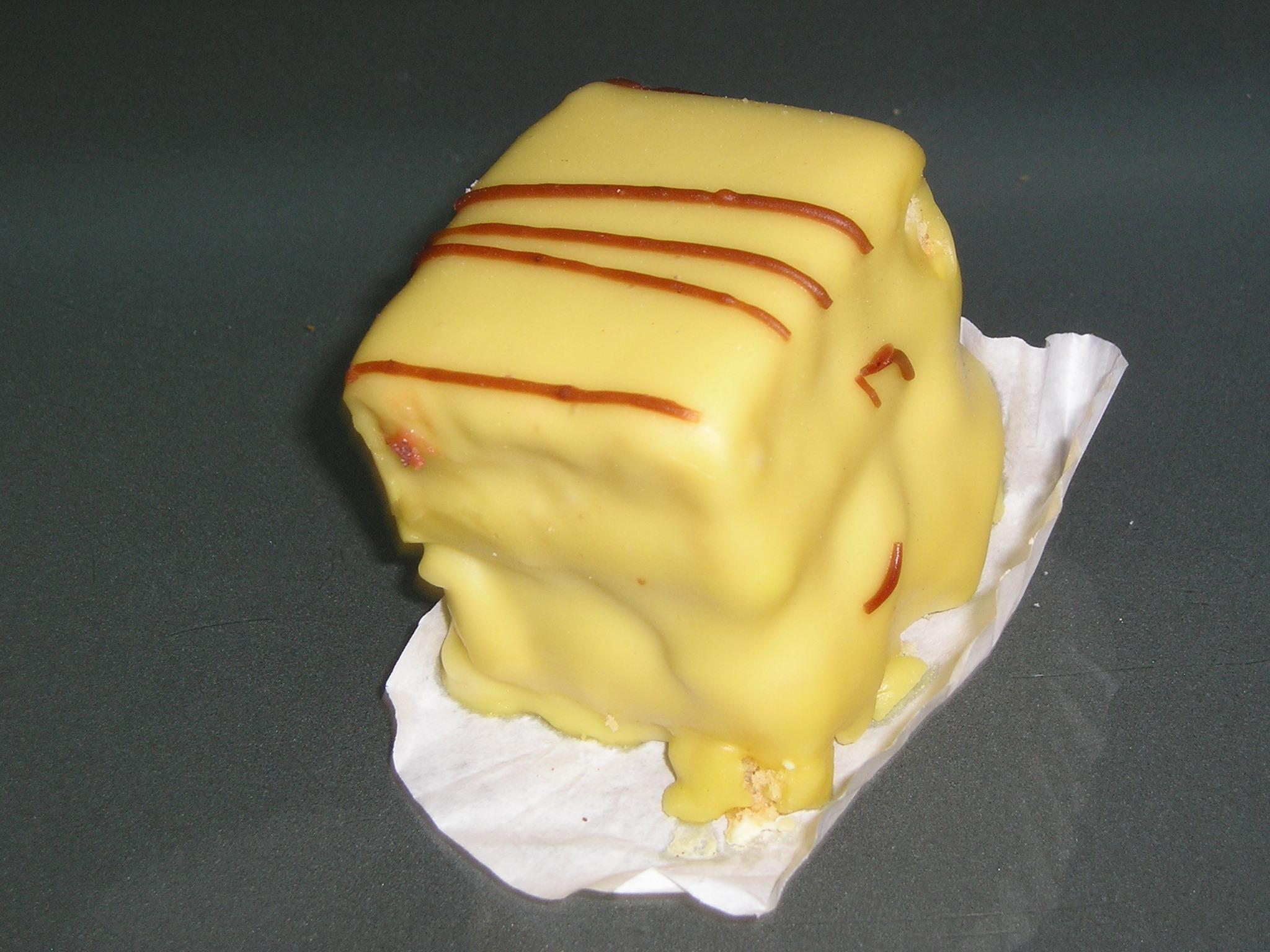
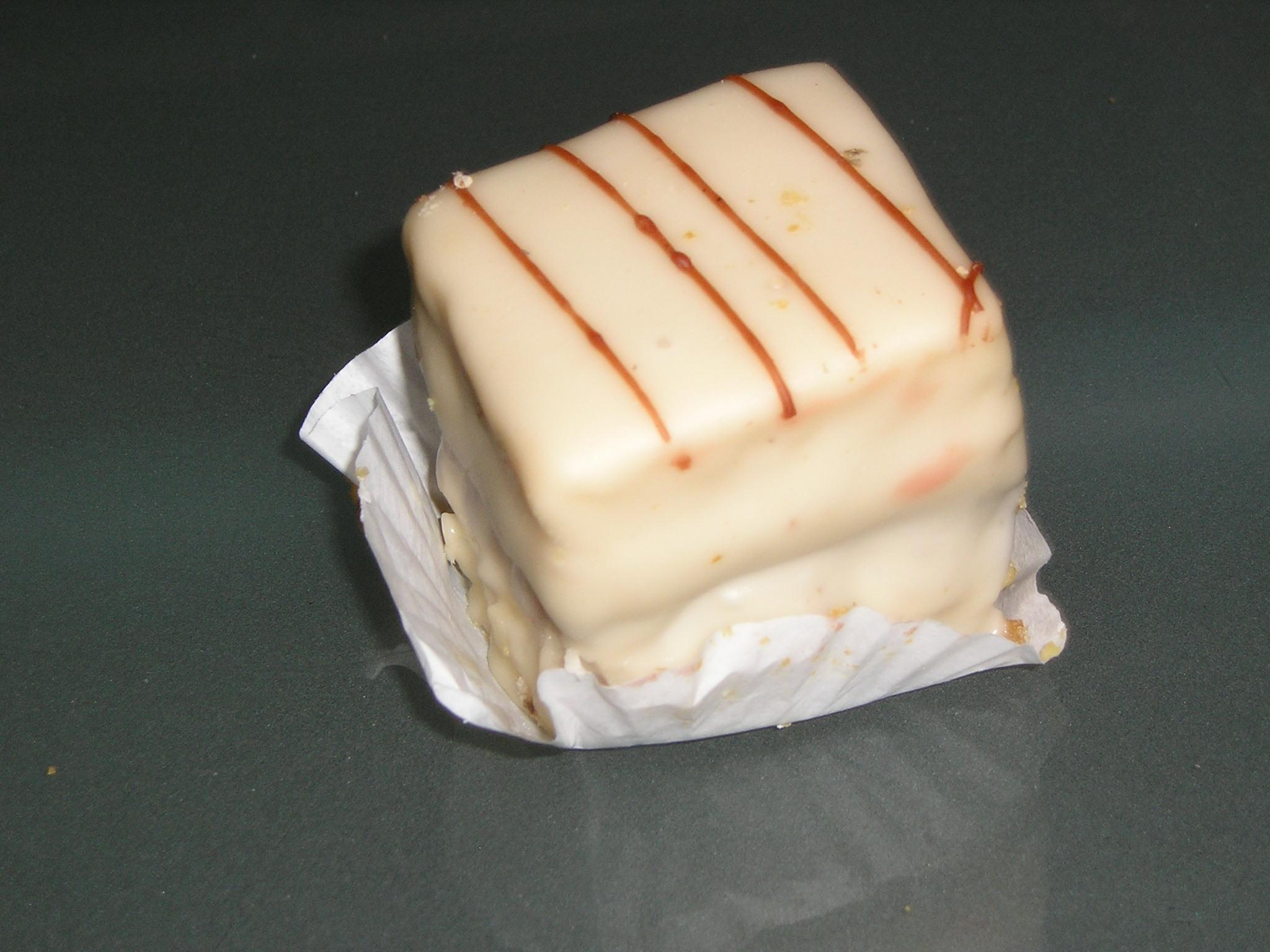

Sô-cô-la đôi khi được coi là một nhánh riêng biệt của bánh kẹo. Theo khuôn mẫu này, kẹo sô-cô-la là những thanh kẹo sô-cô-là và những viên kẹo sô-cô-la truffle (loại kẹo chocolate có nhân mềm bên trong và lớp vỏ cứng bên ngoài). Sô-cô-la nóng và những đồ uống là từ ca cao bị loạt trừ như kẹo là từ sô-cô-la trắng. Tuy nhiên, khi coi sô-cô-la là một nhánh riêng biệt, nó cũng bao gồm các loại được phân ra không khó khăn, không hẳn là kẹo mà cũng không hoàn toàn là những món nướng như đồ ăn nhúng sô-cô-la, bánh tart nhân hoa quả có vỏ ngoài là sô-cô-la và bánh quy phủ sô-cô-la.

So sánh các loại sô-cô la
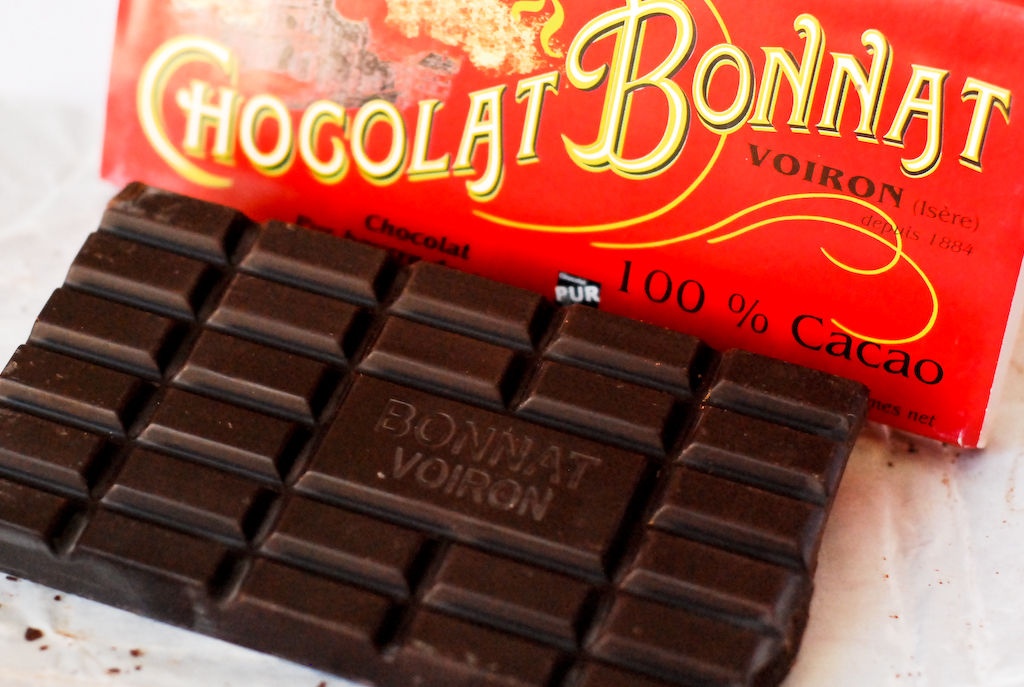
Sô-cô-la không chứa đường
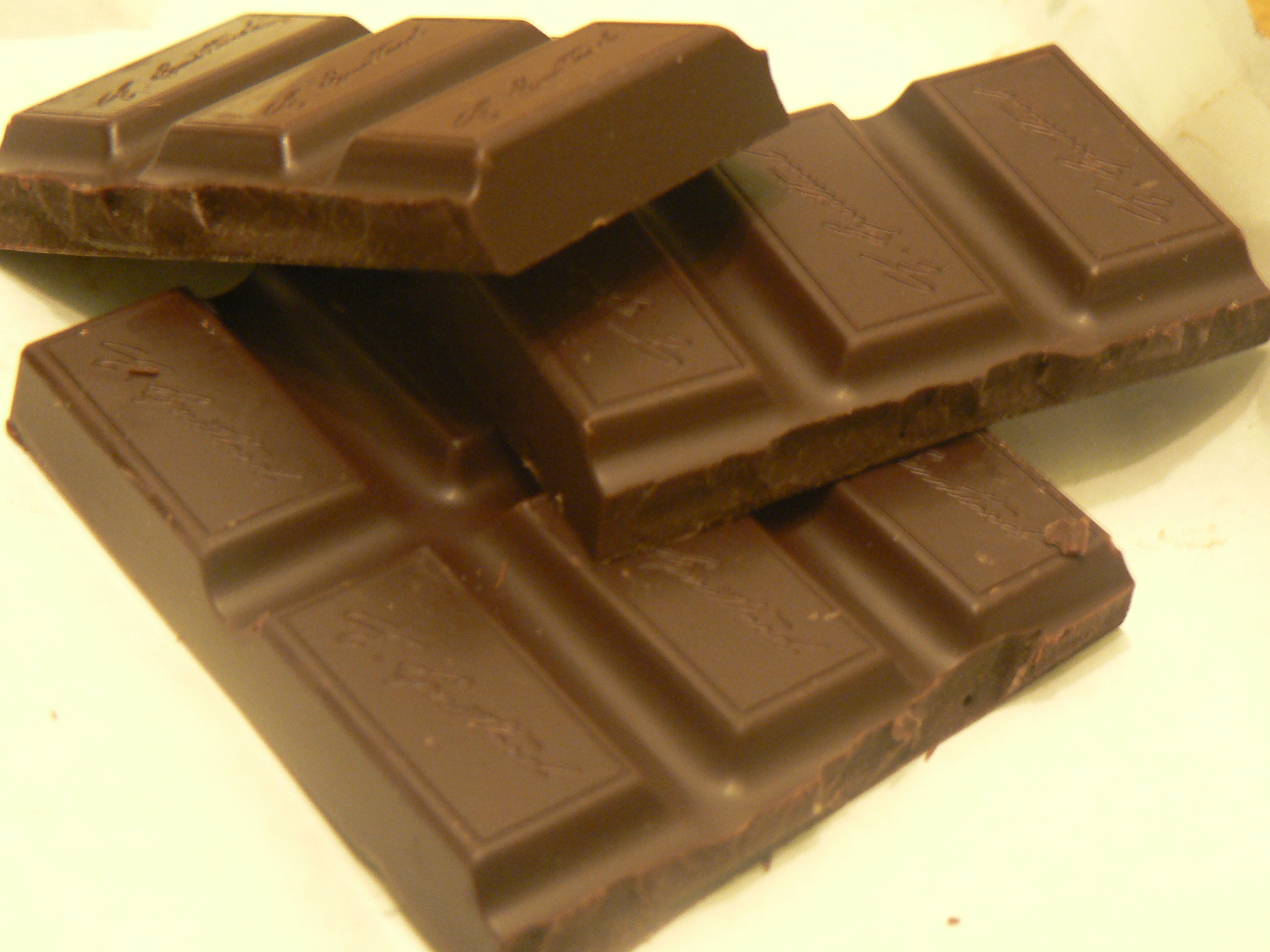
Sô-cô-la đen, đắng ngọt ít đường
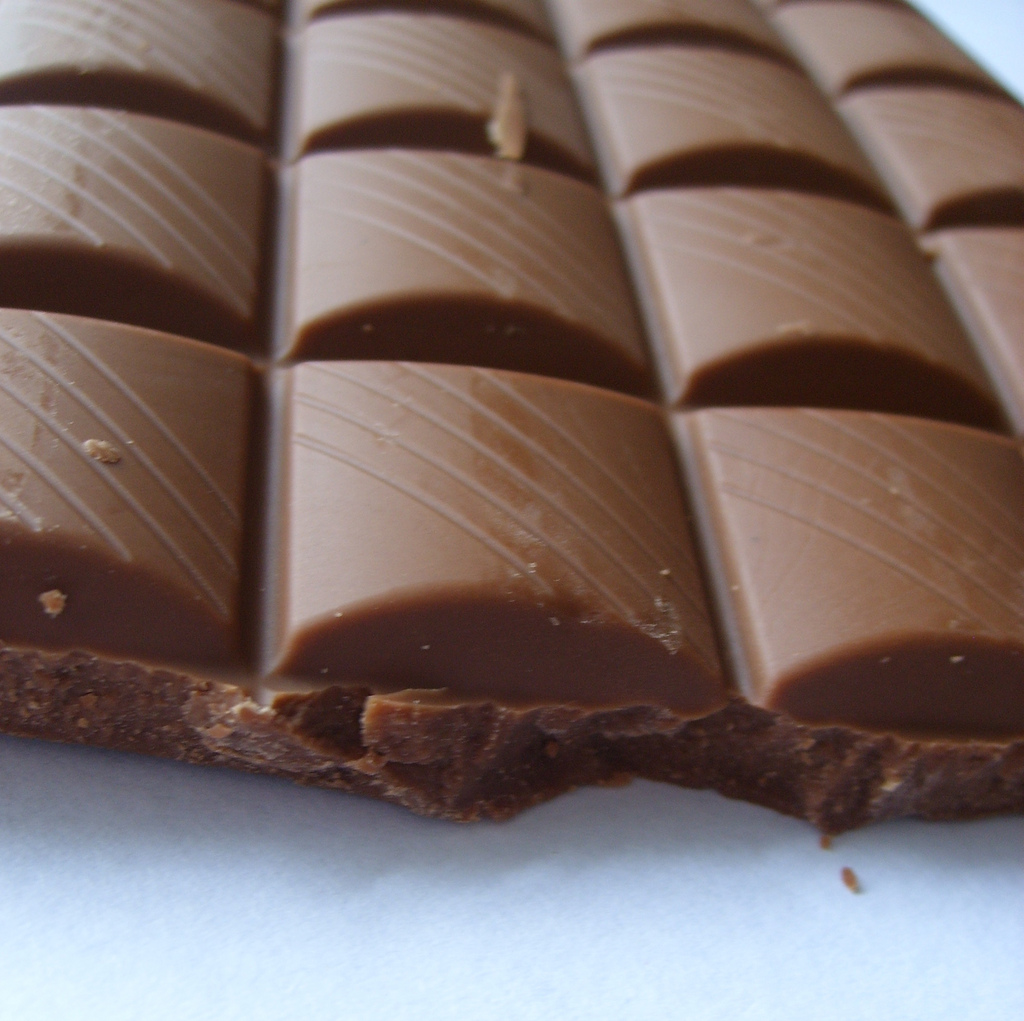
Sô-cô-la sữa chứa nhiều sữa và ít cacao hơn
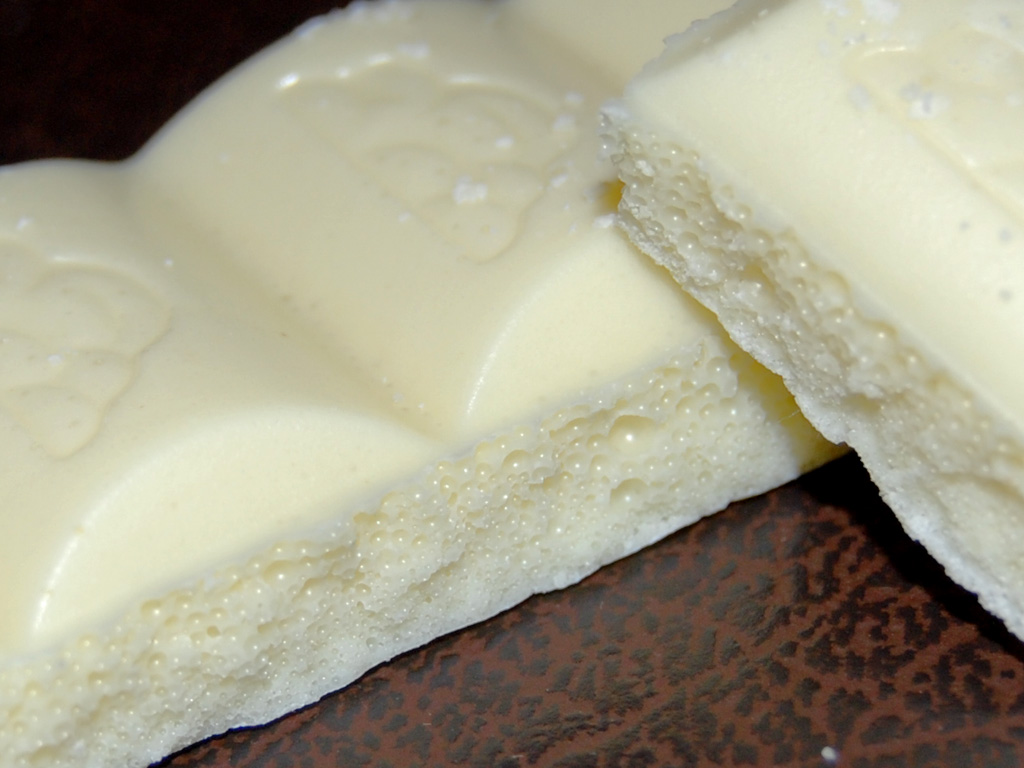
Vì sô-cô-la trắng không chứa cacao, được coi như loại kẹo thay cho sô-cô-la
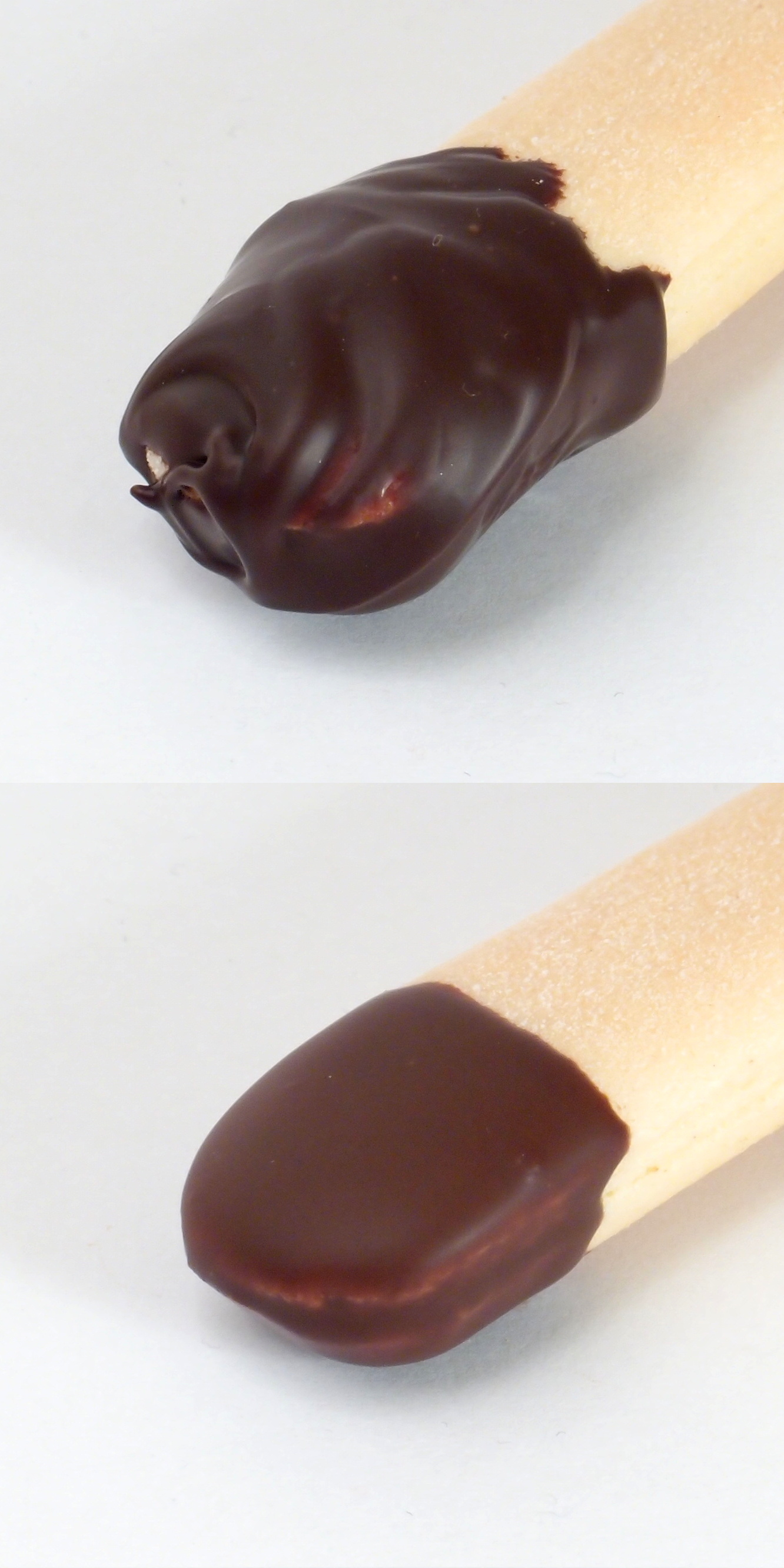
Sô-cô-la tổng hợp dùng thay sô-cô-la nguyên chất để giảm giá thành.
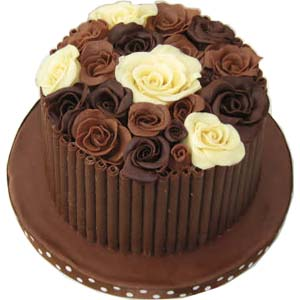
Những bông hoa này làm từ sô-cô-la trang trí
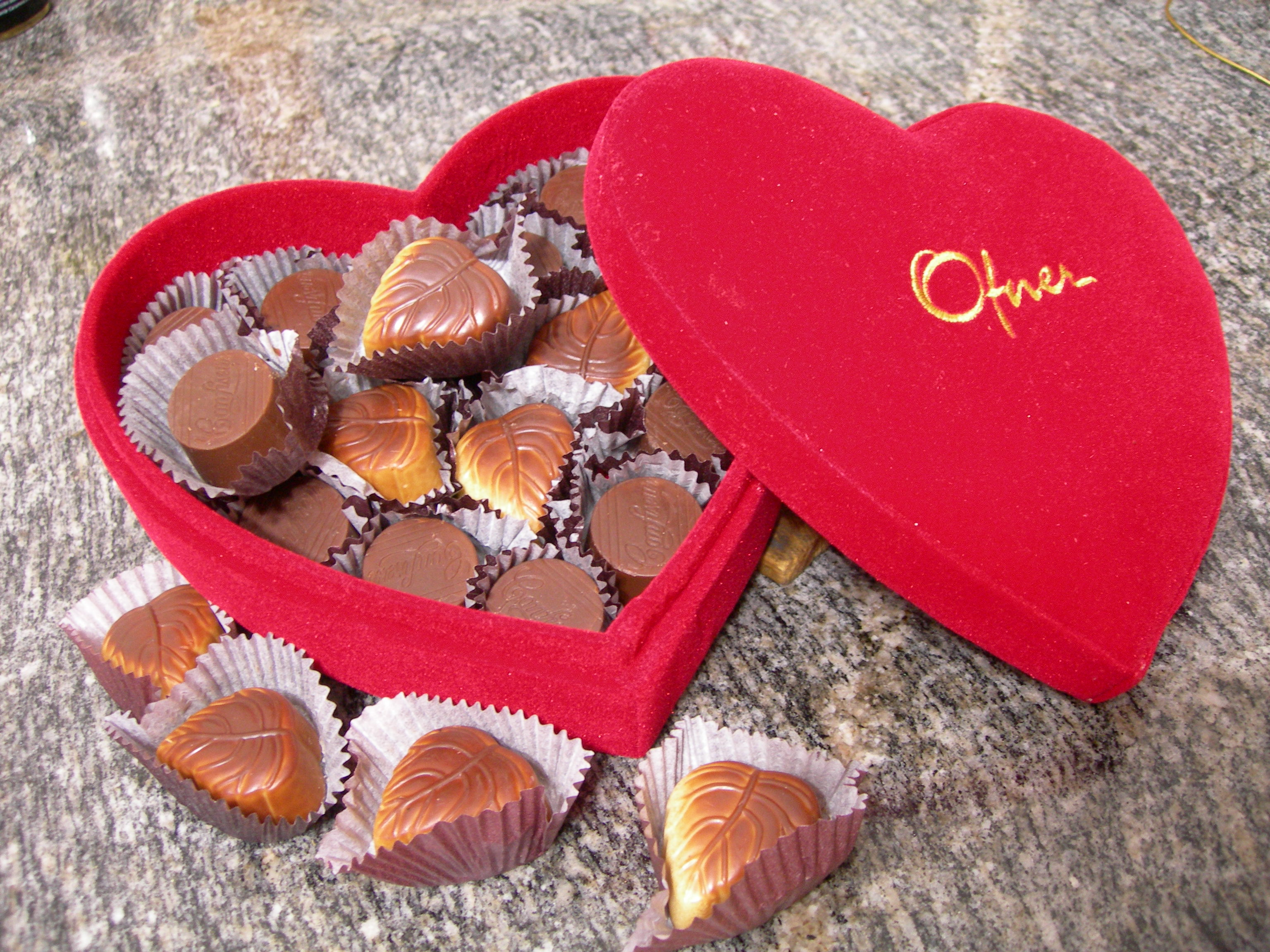
Một hộp kẹo sô cô la

Kẹo có thể chia làm các loại kết tinh và không kết tinh. Kẹo không kết tinh thì có tính đồng nhất và có thể mềm hay cứng như kẹo cứng, kẹo caramel, kẹo cà phê, kẹo nuga. Kẹo kết tinh kết hợp nhiều tinh thể bên trong cấu tạo của chúng, chứa nhiều kem, tan trong miệng hay dễ nhai gồm fondant và kẹo mềm fudge.